# BBC Trust
BBC Trust era o órgão da British Broadcasting Corporation (BBC) formado em 1 de Janeiro de 2007 e extinto em 2 de Abril de 2017. Era operacionalmente independente da administração e dos órgãos externos da BBC, e seu objetivo declarado era tomar decisões no melhor interesse dos pagadores de taxas de licença.
Em 12 de maio de 2016, foi anunciado na Câmara dos Comuns que, sob a próxima Carta Real, as funções reguladoras do BBC Trust seriam transferidas para a Ofcom.

## Presidente
A relação de confiança era originalmente presidida por Michael Grade, o então Presidente do Conselho de Governadores. No entanto, em novembro de 2006, antes que a confiança assumisse formalmente os Governadores como o órgão de governança da Corporação, Grade deixou a BBC para se tornar Presidente Executivo da ITV. Chitra Bharucha, então vice-presidente, tornou-se presidente em exercício.

## O trabalho da BBC Trust
Em outubro de 2007, o BBC Trust aprovou a direção estratégica da BBC pelos próximos seis anos, exigindo uma BBC de alta qualidade e mais distinta. A confiança aprovou vários novos serviços, incluindo o iPlayer, HDTV e o Gaelic Digital Service, BBC Alba. A entidade negou uma proposta de lançamento de um novo serviço de vídeo local no final de 2008 devido a preocupações com a concorrência com produtores comerciais, especialmente jornais que se deslocam online. A confiança também exigiu recentemente que a BBC faça mais programas fora de Londres.
Em maio de 2008, o BBC Trust publicou sua análise do site da BBC (bbc.co.uk), criticando o serviço de má administração financeira, incluindo um gasto excessivo de 36 milhões de libras. A saída de Ashley Highfield, diretora do departamento de tecnologia da BBC, foi vinculada às conclusões da revisão. Em junho de 2008, a confiança era muito crítica nas reportagens da BBC sobre problemas na Escócia, Irlanda do Norte e País de Gales.

## Destino da BBC Trust
O conceito do BBC Trust sofreu severas críticas políticas depois que o governo trabalhista deixou o poder, em 2010. Tanto o Partido Conservador quanto os Democratas Liberais - que compunham os principais partidos parlamentares além do Trabalhista - eram altamente críticos ao modelo de confiança, afirmando que "falhou".  Ambas as partes favoreceram algum tipo de regulamentação externa da BBC.
Apesar de alguma retórica inicial sobre a abolição da confiança, o então secretário de Cultura, Jeremy Hunt, deixou claro que ele só atuaria dentro do envelope estabelecido pela Carta Real, portanto, grandes mudanças não foram possíveis até que a Carta expirasse após o final de 2016. Hunt expressou seu apoio à mudança do nome do Trust e à instalação de um novo presidente não executivo no Conselho Executivo da BBC.
Em 1 de março de 2016, foi publicada uma análise independente por Sir David Clementi, que recomendava a dissolução do BBC Trust. Citando controvérsias anteriores envolvendo a BBC, como o tratamento do escândalo de abuso sexual de Jimmy Savile, um relatório do Newsnight que implicava falsamente que Lord McAlpine estava envolvido em abuso infantil (devido a identidade equivocada), controvérsias envolvendo Russell Brand e Jonathan Rosse outras questões internas, ele concluiu que a confiança era "falha" e incapaz de se auto-regular suficientemente. Ele sugeriu que a BBC fosse supervisionada por um conselho unitário "encarregado de cumprir as obrigações impostas sob a carta real e o contrato, e responsável pelos interesses dos pagadores das taxas de licença", e que a Ofcom assumir a supervisão regulatória da BBC. Clementi afirmou que sua proposta não daria à BBC "nenhum esconderijo" e explicou que "nenhum bom sistema de governança jamais garantirá bons resultados, mas se você tiver uma única diretoria com um bom sistema de governança, saberá quem é o responsável. As dificuldades nesses casos eram que não estava claro se a confiança estava lidando com isso ou se a diretoria executiva estava lidando com isso. Cabe a eles e a nenhum deles ".
A proposta de desmantelar a relação de confiança foi apresentada oficialmente ao Parlamento como parte de um documento oficial de revisão da Carta em 12 de maio de 2016.